# Girls’ Generation (альбом, 2007)
Girls’ Generation (кор. 소녀시대; романизация: Sonyeo Sidae) — дебютный одноимённый студийный альбом южнокорейской гёрл-группы Girls’ Generation. Был выпущен 1 ноября 2007 года лейблом S.M. Entertainment; 13 марта 2008 года было выпущено переиздание Baby Baby. В декабре 2009 года в поддержку альбома стартовал азиатский тур Girls' Generation Asia Tour Into the New World, который завершился в октябре 2010 года.

## Синглы
Первый сингл, получивший название «Into the New World» (кор. 다시 만난 세계; романизация: Dasi Mannan Segye), был выпущен 2 августа 2007 года. Промоушен стартовал с 5 августа на The Music Trend (ныне Inkigayo). 11 октября они одержали первую победу на M! Countdown. Второй одноимённый сингл «Girls’ Generation» был выпущен в день выхода альбома, 1 ноября того же года.
18 января 2008 года был выпущен третий сингл «Kissing You». Четвёртый сингл «Baby Baby» был выпущен в качестве главного сингла одноимённого переиздания альбома 13 марта.

## Коммерческий успех
Менее чем за месяц после релиза было продано более 49 тысяч копий; альбом стал вторым самым продаваемым за ноябрь после Don’t Don Super Junior. В конце года было продано уже более 56 тысяч копий, и альбом стал 12-м самым продаваемым альбомом года в Корее. В 2008 году продажи превысили 100 тысяч копий; Girls’ Generation стали первой женской группой со времён S.E.S. с таким результатом. В сентябре того же года общие продажи вместе с переизданием составили более 126 тысяч копий.

## Список композиций
| №                   | Название                                   | Автор(ы)            | Длительность |
| ------------------- | ------------------------------------------ | ------------------- | ------------ |
| 1.                  | «Girls' Generation» (кор. 소녀시대)        |                     | 3:50         |
| 2.                  | «Ooh La-La!»                               |                     | 3:54         |
| 3.                  | «Baby Baby»                                |                     | 3:11         |
| 4.                  | «Complete»                                 |                     | 3:56         |
| 5.                  | «Kissing You»                              | Ли Чжэ Мён          | 3:18         |
| 6.                  | «Merry-Go-Round»                           |                     | 3:14         |
| 7.                  | «Tears» (кор. 그대를 부르면)               |                     | 3:53         |
| 8.                  | «Tinkerbell»                               |                     | 2:56         |
| 9.                  | «7989» (дуэт Тэён и Kangta)                |                     | 3:30         |
| 10.                 | «Honey» (кор. 소원)                        |                     | 3:15         |
| 11.                 | «Into the New World» (кор. 다시 만난 세계) |                     | 4:25         |
| Общая длительность: | Общая длительность:                        | Общая длительность: | 39:23        |

| №                   | Название                             | Длительность |
| ------------------- | ------------------------------------ | ------------ |
| 12.                 | «Kissing You» (Skool Rock Remix)     | 3:10         |
| 13.                 | «Let's Go Girls' Generation» (long)  | 9:48         |
| 14.                 | «Let's Go Girls' Generation» (short) | 6:18         |
| Общая длительность: | Общая длительность:                  | 58:39        |

## Чарты
| Чарт (2010)                              | Пиковая позиций |
| ---------------------------------------- | --------------- |
| Южная Корея (Gaon)                       | 16              |
| Южная Корея (Gaon) переиздание Baby Baby | 11              |

| Чарт (2007)        | Высшая позиция |
| ------------------ | -------------- |
| Южная Корея (MIAK) | 2              |

| Чарт (2008)        | Пиковая позиция |
| ------------------ | --------------- |
| Южная Корея (MIAK) | 1               |

| Чарт (2007)        | Позиция |
| ------------------ | ------- |
| Южная Корея (MIAK) | 12      |

| Чарт (2010)                       | Позиция |
| --------------------------------- | ------- |
| Южная Корея (Gaon)                | 61      |
| Южная Корея переиздание Baby Baby | 54      |